# 今日美國
《今日美国》（英語：USA Today）是美国一家彩色版全国性对开日报和新闻广播公司。由艾倫·紐哈斯于1982年9月15日成立，在位于弗吉尼亚州费尔法克斯县泰森斯的甘尼特运营。
截至2022年，平均印刷发行量为159,233，截至 2019 年，纯数字订阅用户群为504,000，每日读者人数约为260万，《今日美国》在美国发行量排名第三。

## 历史

《今日美国》于1982-2012年间使用的标志

1982年9月15日创刊，总部设在弗吉尼亚州费尔法克斯县的麦克林（McLean），属全美最大的甘尼特。
《今日美国》每周出版五天，有国内版和国际版。国内版每天56版，国际版每天16版，向50多个国家发行。创刊时的发行量为20万份，目前已达140万份，创造了美国报业史上发行量增长速度最快的纪录。据统计，1988年在全美10家发行量最大的报纸中，它已高居第二，仅次于《华尔街日报》。目前，该报在国内有30个印刷点，通过卫星传送版面。1985年和1986年起先后通过卫星传送版面，在新加坡和瑞士苏黎世印刷国际版。

## 纸媒发行渠道
《今日美国》共有四类纸媒发行渠道：街头零售、家庭投递、邮局订阅、非传统渠道。街头零售是《今日美国》最重要的发行渠道。《今日美国》的街头零售分为报摊销售、超市代销和售报机销售三种。最值得一提的是售报机销售和超市代销。该报最多时拥有13万台售报机，实现销量的迅速扩大。

## 争议
2004年，该报记者凯利被举报编造海外报道内容，报社进行了内部调查，但无法核实部分内容，但报社并未撤下任何报道，随后凯利辞职。
2022年，该报一名记者Gabriela Miranda被发现编造不实新闻，随后报社将涉事记者的23篇报道予以删除。